# برندن جیل
برندن جیل (۱۹۱۴ تا ۱۹۹۷) ناقد و نویسندهٔ آمریکایی بود. وی در طول شصت سالی که برای نشریهٔ نیویورکر مطلب می‌نوشت، بیش از هزار و دویست مقاله در موضوعات متنوع، از نقد تئاتر گرفته تا معماری، به چاپ رساند. تاکنون تنها داستان چاقو از وی در مجموعهٔ خریدن لنین با ترجمه امیرمهدی حقیقت در ایران چاپ شده‌است.
زندگینامه مشهورترین معمار تاریخ آمریکا، فرانک لوید رایت، نوشته برندن جیل است. جیل تجربیات خود از زندگی در شهر نیویورک را در کتابی با عنوان یک عمر در نیویورک: دوستان و دیگران به رشته تحریر درآورد و در آن از دوستان و آشنایان مشهور خود، از جمله دوروتی پارکر و النور روزولت (همسر فرانکلین روزولت)، نوشت.